# 浙江梦幻星生园影视文化
浙江梦幻星生园影视文化有限公司是中國大陸在2010年所成立的影視制作公司，以製作偶像劇為主，核心制作人為著名小說家桐華，總部位於浙江。

## 作品

### 電視劇
- 2010年《爱要有你才完美》
- 2011年《掩护》
- 2012年《如意》
- 2012年《千山暮雪》
- 2013年《最美的时光》
- 2014年《金玉良缘》
- 2015年《抓住彩虹的男人》
- 2015年《偏偏喜欢你》
- 2015年《匆匆那年：好久不见》
- 2016年《煮妇神探》
- 2016年《寂寞空庭春欲晚》
- 2016年《放弃我，抓紧我》
- 2017年《那片星空那片海》
- 2017年《那片星空那片海》第二季
- 2018年《幕后之王》
- 2019年《他看见你的声音》
- 2023年《长相思》第一季
- 2023年《那些回不去的年少时光》
- 2024年《长相思》第二季

### 网剧
- 2013 千山暮雪续集
- 2013 樂俊凱

## 外部連結
- 浙江梦幻星生园影视文化的新浪微博
- 浙江梦幻星生园影视文化的Facebook專頁